# Leyton House Racing

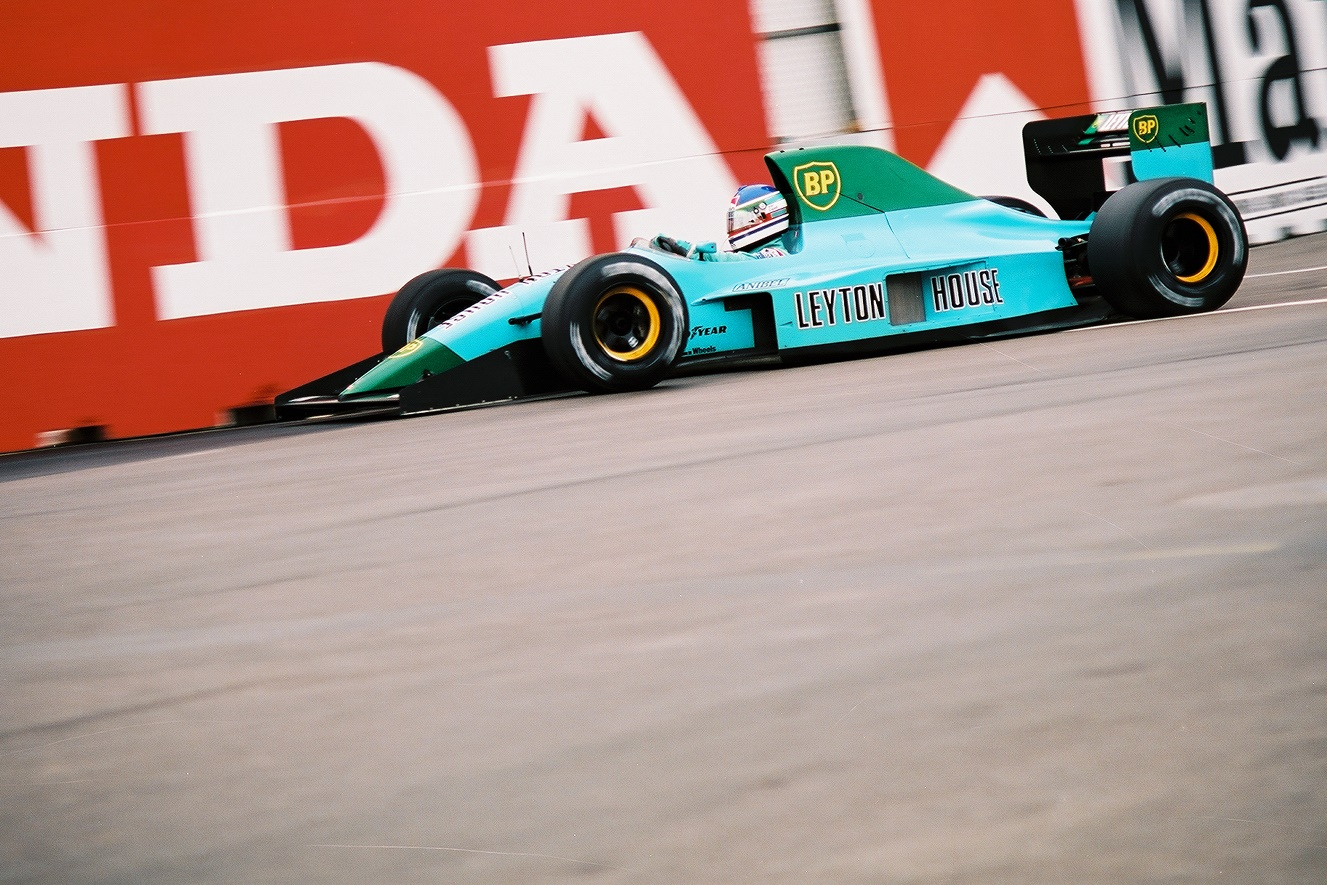
Ivan Capelli en el Gran Premio de los Estados Unidos de 1991.

Leyton House Formula One Racing Team, conocida simplemente como Leyton House Racing, fue una escudería y constructor de Fórmula 1, que nació tras la compra del equipo March por parte de la compañía de inmuebles japonesa Leyton House. Participó en el Campeonato Mundial de Fórmula 1 en 1990 y 1991. Su mejor posición fue un segundo puesto en el Gran Premio de Francia de 1990. Sus pilotos regulares fueron Maurício Gugelmin e Ivan Capelli. Fue readquirido por March tras su segunda temporada.

## Resultados

### Fórmula 1
(Clave) (negrita indica pole position) (cursiva indica vuelta rápida)

| Año     | Chasis | Motor               | Neu. | N.º | Pilotos           | 1   | 2   | 3   | 4   | 5   | 6   | 7   | 8   | 9   | 10  | 11  | 12  | 13  | 14  | 15  | 16  | Puntos | Pos. |
| ------- | ------ | ------------------- | ---- | --- | ----------------- | --- | --- | --- | --- | --- | --- | --- | --- | --- | --- | --- | --- | --- | --- | --- | --- | ------ | ---- |
| 1990    | CG901  | Judd EV 3.5 V8      | G    |     |                   | USA | BRA | SMR | MON | CAN | MEX | FRA | GBR | GER | HUN | BEL | ITA | POR | ESP | JPN | AUS | 7      | 7.º  |
| 1990    | CG901  | Judd EV 3.5 V8      | G    | 15  | Maurício Gugelmin | 14  | DNQ | Ret | DNQ | DNQ | DNQ | Ret | DNS | Ret | 8   | 6   | Ret | 12  | 8   | Ret | Ret | 7      | 7.º  |
| 1990    | CG901  | Judd EV 3.5 V8      | G    | 16  | Ivan Capelli      | Ret | DNQ | Ret | Ret | 10  | DNQ | 2   | Ret | 7   | Ret | 7   | Ret | Ret | Ret | Ret | Ret | 7      | 7.º  |
| 1991    | CG911  | Ilmor 2175A 3.5 V10 | G    |     |                   | USA | BRA | SMR | MON | CAN | MEX | FRA | GBR | GER | HUN | BEL | ITA | POR | ESP | JPN | AUS | 1      | 12.º |
| 1991    | CG911  | Ilmor 2175A 3.5 V10 | G    | 15  | Maurício Gugelmin | Ret | Ret | 12  | Ret | Ret | Ret | 7   | Ret | Ret | 11  | Ret | 15  | 7   | 7   | 8   | 14  | 1      | 12.º |
| 1991    | CG911  | Ilmor 2175A 3.5 V10 | G    | 16  | Ivan Capelli      | Ret | Ret | Ret | Ret | Ret | Ret | Ret | Ret | Ret | 6   | Ret | 8   | 17  | Ret |     |     | 1      | 12.º |
| 1991    | CG911  | Ilmor 2175A 3.5 V10 | G    | 16  | Karl Wendlinger   |     |     |     |     |     |     |     |     |     |     |     |     |     |     | Ret | 20  | 1      | 12.º |
| Fuente: |        |                     |      |     |                   |     |     |     |     |     |     |     |     |     |     |     |     |     |     |     |     |        |      |